# Maria di Savoia (baronessa di Faucigny)
Maria di Savoia (1298 – 7 maggio 1334) è stata una principessa di Casa Savoia che fu baronessa consorte di Faucigny, dal 1309 al 1323 circa.

## Origine
Maria, secondo lo storico francese, Samuel Guichenon, nel suo Histoire généalogique de la royale maison de Savoie, era la figlia femmina primogenita di Amedeo V, Conte di Savoia, d'Aosta e di Moriana, e della sua seconda moglie, Maria di Brabante, che la Genealogia Ducum Brabantiæ Ampliata, Maria era la figlia femmina secondogenita del duca di Lorena e del Brabante e duca di Limburgo, Giovanni I di Brabante e della moglie, Margherita di Dampierre o di Fiandra (1251-1285), che sia secondo il Iohannis de Thilrode Chronicon che secondo il Iohannis de Thielrode Genealogia Comitum Flandriæ era figlia del Conte di Fiandra e Marchese di Namur, Guido di Dampierre e di Matilde di Bethune, che secondo gli Annales Blandinienses era figlia ed ereditiera di Roberto VII di Bethune, signore di Béthune, Termonde, Richebourg e Warneton, e d'Elisabeth de Morialmez.
Amedeo V di Savoia, secondo Samuel Guichenon, era il figlio maschio secondogenito di Tommaso II, signore del Piemonte, Conte di Savoia, d'Aosta e di Moriana, Conte di Fiandra e di Hainaut e della sua seconda moglie, Beatrice Fieschi, che era la terza figlia femmina di Teodoro Fieschi, conte di Lavagna, e della di lui consorte Simona de Volta di Capo Corso.

## Biografia
Suo padre, Amedeo V era al suo secondo matrimonio, avendo sposato in prime nozze, Sibilla de Baugé, che, secondo Samuel Guichenon, era signora di Baugé e della Bresse, che gli aveva dato otto figli, di cui cinque ancora in vita, quando, nel 1307, suo padre aveva fatto testamento, in cui dichiarava suo erede universale nel Contado di Savoja, il figlio, Edoardo (Odorado suo figlio primogenito) e definiva anche i vari lasciti sia ai figli di primo letto, Aimone (Aymone suo Secundogenito), Eleonora, Margherita e Agnese (Eleonora, Margarita, ed Agnes sue figlie), che eventuali di secondo letto (nascituri da Maria di Brabant, sua seconda Consorte).
Come le altre sue sorelle, Maria venne data in sposa secondo la situazione politica in cui si trovava il padre Amedeo V, abile diplomatico.
Secondo il De Allobrogibus libri novem, Amedeo V siglò un trattato di pace col barone de la Tour-du-Pin e delfino del Viennois e conte di Albon, Giovanni II, in cui, per sancire l'alleanza tra i Delfini del Viennois e la casa Savoia, era previsto il matrimonio tra Maria, figlia di Amedeo V (Mariam quartam Amedei et Mariæ secundæ eius uxoris filiam), e Ugo, fratello di Giovanni II, barone di Faucigny (Hugo Delphini frater, dominus Fucigniaci); il contratto di matrimonio era stato redatto il 9 settembre 1309.
In quello stesso mese di settembre 1309, nel castello di Bonneville, nella contea di Ginevra, Maria venne data in moglie al barone di Faucigny, Ugo de la Tour-du-Pin, figlio del barone de la Tour-du-Pin e delfino del Viennois e conte di Albon, Umberto I del Viennois e della moglie, la  delfina del Viennois e contessa di Albon, contessa di Grenoble, di Oisans, di Briançon,  di Embrun e di Gap, Anna di Borgogna, come ci conferma Samuel Guichenon.
Suo padre, Amedeo V, morì nel 1323 mentre si trovava ad Avignone, per incontrare papa Giovanni XXII, per spingerlo a intraprendere una crociata a favore dell'impero bizantino, che stava soccombendo sotto gli attacchi dell'impero ottomano, ma per la stanchezza del viaggio, si ammalò ed in pochi giorni morì; anche lo storico francese, Victor Flour de Saint-Genis, conferma che Amedeo, dopo aver raggiunto il re di Francia, Carlo IV ad Avignone, morì poco tempo dopo, il 16 ottobre; le Mémoires et documents publiés par la Société d'histoire et d'archéologie de Genève - tome 9 confermano la morte il 16 ottobre (XVII Kal Nov) 1323 (m.ccc.xxiij), presso Avignone (apud Avinionem), di Amedeo (D. Amedeus comes Sabaudie) che fu sepolto ad Altacomba (Altecombe) (oggi rimangono solamente le pietre tombali del conte perché quando l'abbazia fu occupata dai giacobini, questi forzarono la sua tomba e distrussero i resti insieme a quelli di altri rappresentanti dei Savoia), e gli succedette il figlio Edoardo (Eduardus de Sabaudia ejus filius).
In quello stesso periodo, Maria rimase vedova; secondo Samuel Guichenon, Ugo morì nel 1323, senza lasciare eredi e, come barone di Faucigny gli succedette il nipote,  
Umberto, figlio di Giovanni II.
Maria morì nel 1336, lasciando i suoi averi in eredità al fratellastro, Aimone e alla madre, Maria di Brabante.

## Figli
Maria non diede figli a Ugo.

## Ascendenza
|                         |                        |                                | Genitori                  |  |  | Nonni |  |  | Bisnonni            |  |  | Trisnonni             |  |
|                         |                        |                                |                           |  |  |       |  |  | Tommaso I di Savoia |  |  | Umberto III di Savoia |  |
|                         |                        |                                |                           |  |  |       |  |  | Tommaso I di Savoia |  |  | Umberto III di Savoia |  |
|                         |                        | Beatrice di Mâcon              |                           |  |  |       |  |  | Tommaso I di Savoia |  |  |                       |  |
| Tommaso II di Savoia    |                        |                                |                           |  |  |       |  |  | Tommaso I di Savoia |  |  |                       |  |
|                         |                        | Margherita di Ginevra          | Guglielmo I di Ginevra    |  |  |       |  |  |                     |  |  |                       |  |
|                         |                        | Margherita di Ginevra          | Guglielmo I di Ginevra    |  |  |       |  |  |                     |  |  |                       |  |
|                         |                        | Margherita di Ginevra          | Beatrice di Faucigny      |  |  |       |  |  |                     |  |  |                       |  |
| Amedeo V di Savoia      |                        | Margherita di Ginevra          |                           |  |  |       |  |  |                     |  |  |                       |  |
|                         |                        | Teodoro III Fieschi di Lavagna | Ugo Fieschi di Lavagna    |  |  |       |  |  |                     |  |  |                       |  |
|                         |                        | Teodoro III Fieschi di Lavagna | Ugo Fieschi di Lavagna    |  |  |       |  |  |                     |  |  |                       |  |
|                         |                        | Teodoro III Fieschi di Lavagna | Brumisan di Grillo        |  |  |       |  |  |                     |  |  |                       |  |
| Beatrice Fieschi        |                        | Teodoro III Fieschi di Lavagna |                           |  |  |       |  |  |                     |  |  |                       |  |
|                         |                        | Simona della Volta             | Raimondo della Volta      |  |  |       |  |  |                     |  |  |                       |  |
|                         |                        | Simona della Volta             | Raimondo della Volta      |  |  |       |  |  |                     |  |  |                       |  |
|                         |                        | Simona della Volta             | …                         |  |  |       |  |  |                     |  |  |                       |  |
| Maria di Savoia         |                        | Simona della Volta             |                           |  |  |       |  |  |                     |  |  |                       |  |
|                         | Enrico III di Brabante | Enrico II di Brabante          |                           |  |  |       |  |  |                     |  |  |                       |  |
|                         | Enrico III di Brabante | Enrico II di Brabante          |                           |  |  |       |  |  |                     |  |  |                       |  |
|                         | Enrico III di Brabante | Maria di Svevia                |                           |  |  |       |  |  |                     |  |  |                       |  |
| Giovanni I di Brabante  | Enrico III di Brabante |                                |                           |  |  |       |  |  |                     |  |  |                       |  |
|                         |                        | Alice di Borgogna              | Ugo IV di Borgogna        |  |  |       |  |  |                     |  |  |                       |  |
|                         |                        | Alice di Borgogna              | Ugo IV di Borgogna        |  |  |       |  |  |                     |  |  |                       |  |
|                         |                        | Alice di Borgogna              | Yolanda di Dreux          |  |  |       |  |  |                     |  |  |                       |  |
| Maria di Brabante       |                        | Alice di Borgogna              |                           |  |  |       |  |  |                     |  |  |                       |  |
|                         |                        | Guido di Dampierre             | Guglielmo II di Dampierre |  |  |       |  |  |                     |  |  |                       |  |
|                         |                        | Guido di Dampierre             | Guglielmo II di Dampierre |  |  |       |  |  |                     |  |  |                       |  |
|                         |                        | Guido di Dampierre             | Margherita II di Fiandra  |  |  |       |  |  |                     |  |  |                       |  |
| Margherita di Dampierre |                        | Guido di Dampierre             |                           |  |  |       |  |  |                     |  |  |                       |  |
|                         |                        | Matilde di Bethune             | Roberto VII di Bethune    |  |  |       |  |  |                     |  |  |                       |  |
|                         |                        | Matilde di Bethune             | Roberto VII di Bethune    |  |  |       |  |  |                     |  |  |                       |  |
|                         |                        | Matilde di Bethune             | Elisabetta di Morialmez   |  |  |       |  |  |                     |  |  |                       |  |
|                         |                        | Matilde di Bethune             |                           |  |  |       |  |  |                     |  |  |                       |  |

### Fonti primarie
- (LA)  De Allobrogibus libri novem.
- (LA)  Monumenta Germaniae Historica, Scriptores, tomus V.
- (LA)  Monumenta Germaniae Historica, Scriptores, tomus IX.
- (LA)  Monumenta Germaniae Historica, Scriptores, tomus XXV.
- (FR)  Mémoires et documents inédits pour servir à l’histoire de la Franche-Comté, Tome VIII.
- (LA)  (FR)  Preuves de l'Histoire généalogique de la royale maison de Savoie, justifiée par titres, ..par Guichenon, Samuel
- (LA)  Histoire de Dauphiné et des princes qui ont porté le nom de dauphins.

### Letteratura storiografica
- (FR)  Histoire de Savoie, d'après les documents originaux,... par Victor ... Flour de Saint-Genis. Tome 1
- (FR)  Histoire généalogique de la royale maison de Savoie, justifiée par titres, ..par Guichenon, Samuel
- (FR)  Histoire de la Maison de Savoie
- Museo scientifico, letterario ed artistico:Beatrice Fieschi, pagg. 53 e 54.
- Testamenti di sovrani e principi di Savoia Archiviato il 18 ottobre 2021 in Internet Archive..